# Acetaldehyddehydrogenáza
Acetaldehyddehydrogenázy (číslo EC 1.2.1.10) jsou enzymy ze skupiny aldehyddehydrogenáz, které katalyzují přeměnu acetaldehydu na acetylkoenzym A (acetyl-CoA):
Acetaldehyd + NAD+ + koenzym A ↔ acetyl-CoA + NADH + H+
U lidí jsou známy tři geny kódující tyto enzymy, ALDH1A1, ALDH2, a ALDH1B1 (označovaný také jako ALDH5).
Číslo CAS pro tyto enzymy je [9028-91-5].

## Struktura
Ve struktuře těchto enzymů se vyskytuje posloupnost tří cysteinových zbytků, kde je pro funkci důležitý Cys-302. Předcházející posloupnost Gln-Gly-Gln-Cys je zachována u obou izoenzymů u lidí i koní, což odpovídá významu Cys-302 pro katalytickou funkci.
Další důležitou složkou jaterní acetaldehyddehydrogenázy je Glu-268; tento zbytek slouží k aktivaci Cys-302.
U bakterií acylující acetaldehyddehydrogenáza vytváří bifunkční heterodimer s na kovu dependentní 4-hydroxy-2-ketovalerátaldolázou. Krystalová struktura bakteriálního enzymu naznačuje, že meziprodukty se dostávají přímo mezi aktivní místa skrz hydrofobní kanály, jež vytvářejí nereaktivní prostředí, které posunuje meziprodukt přes aktivní místo aldolázy na aktivní místo acetaldehyddehydrogenázy. Tento proces umožňuje účinný přesun substrátů z jednoho aktivního místa na druhé.

## Působení při metabolizování ethanolu
V játrech se ethanol na acetylkoenzym A přeměňuje ve dvou krocích. V prvním se působením alkoholdehydrogenázy oxiduje na acetaldehyd. Ve druhém acetaldehyddehydrogenáza převádí acetaldehyd na acetylkoenzym A. Acetaldehyd je toxičtější než alkohol a způsobuje řadu příznaků kocoviny.
Kolem 50 % obyvatel pocházejících ze severovýchodní Asie disponuje mutací genu kódujícího acetaldehyddehydrogenázu, která snižuje účinnost tohoto enzymu. Podobná mutace se vyskytuje u 5–10 % světlovlasých modrookých lidí severoevropského původu. Acetaldehyd se u těchto osob po požití alkoholu hromadí, což vede k otravě acetaldehydem, projevující se zrudnutím kůže a zrychlením dýchání a srdečního tepu. Dalšími příznaky jsou křeče břišního svalstva a vylučovací soustavy, pocení, a malátnost. Jedinci se sníženou aktivitou acetaldehyddehydrogenázy mají mnohem menší náchylnost k alkoholismu, ale větší nebezpečí poškození jater, alkoholového astmatu, a nádorů hltanu a jícnu.

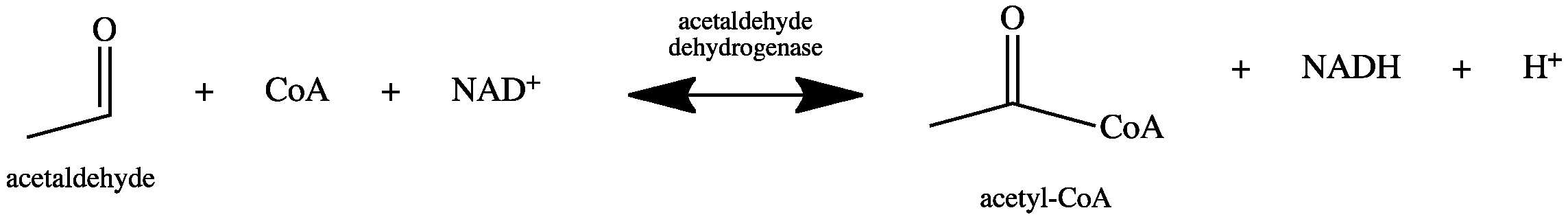
Reakční diagram acetaldehyddehydrogenázy

Tyto toxické účinky ethanolu vyvolávané tvorbou acetaldehydu lze omezit látkami jako je fomepizol, které tlumí převádění ethanolu na acetaldehyd in vivo.
Disulfiram blokuje oxidaci acetaldehydu na kyselinu octovou, čehož se využívá při léčbě alkoholismu. Disulfiram je silným inhibitorem ALDH1, zatímco na ALDH2 nepůsobí. Váže se na cysteinový zbytek na pozici 302 u ALDH1 a 200 u ALDH2.
Kovalentní navázání disulfiramu na thiolové skupiny znepřístupní jeden z cysteinových zbytků, čímž deaktivuje enzym a výrazně sníží jeho katalytickou aktivitu. Obnovení aktivity lze dosáhnout pomocí beta-merkaptoethanolu, ale ne glutathionem.
Podobné účinky má také metronidazol, používaný na léčbu některých parazitárních onemocnění. Koprin (aminokyselina obsažená v houbách rodu hnojník) je metabolizován na 1-aminocyklopropanol, také inhinující acetaldehyddehydrogenázu.